# Rafael Upiñalo
Rafael Mambo-Matala Upiñalo (Bata, 1928 - Malabo, 23 de março de 1978), nascido Malònga ma-a Màmbo, foi um pedagogo, professor universitário e ativista político da Guiné Equatorial, sendo uma das primeiras vozes opositoras ao regime ditatorial de Francisco Macías Nguema.

## Biografia
Filho dos líderes tribais Julio Matala e Catalina Upiñalo (ambos da etnia Ndowe), Rafael Upiñalo nasceu em Bata, no ano de 1928. Acabou por ter como padrasto o mecânico de precisão da coroa espanhola Ekopèle y Bilandé, que teve forte influência em sua formação.
Por influência de seu padrasto entrou precocemente na escola e mostrou ser um estudante notável. Mesmo com um ano a menos que o exigido, os seus professores e o seu padrasto conseguiram que ingressasse na Escola Superior Indígena (ESI; atual Faculdade de Ciências da Educação de Malabo da Universidade Nacional da Guiné Equatorial), adquirindo o diploma de magistério superior em 1948.
Em 1949 Rafael Upiñalo é chamado para trabalhar no Corpo de Funcionários da Administração Colonial Espanhola, servindo como professor na rede primária de ensino. Torna-se uma dos primeiros sindicalistas da Guiné, atuando como líder-interlocutor dos professores de Bata. Esta posição rendeu-lhe uma forte punição da colônia, que lhe enviou para um afastado distrito escolar em Malabo (foi rebaixado a inspetor de ensino), onde fundou uma corrente política denominada "Movimento", que clamava pela independência da Guiné Espanhola.
Com a suavização política da década de 1960, foi transferido como professor para o Grupo Escolar Generalíssimo Franco, em Bata. Foi novamente transferido em 1962 como professor para o Grupo Escolar de Santa Isabel e em seguida foi nomeado como diretor do Grupo Escolar de Calvo Sotelo.
Em 1969, um ano após a independência, é nomeado diretor da Escola Superior Martin Luther King (ESMLK). Nesse mesmo ano Francisco Macías Nguema, atiçado pela etnia Fang, promove uma limpeza étnica contra os Bubi e os Ndowe, levando Rafael Upiñalo a protestar contra o governo, formando a resistência docente e estudantil contra a ditadura. Por conta disso o presidente Nguema cortou seu salário, mas o obrigou a continuar trabalhando, o que o o fez alternar-se de dia como professor universitário e diretor da ESMLK, e a noite como pescador com seu amigo Ángel Andondo, para poder sustentar sua família.
Considerado líder da resistência pacífica civil à ditadura de Macías Nguema, foi preso, em 1976, com muitos professores, intelectuais e estudantes na Prisão da Praia Negra por Teodoro Obiang, na altura já diretor desta mesma prisão e chefe do estado-maior do país. Em 1978, Teodoro Obiang, já chefe do Ministério da Defesa, ordena matar a Rafael Upiñalo, que já se encontrava com gravíssima anemia, por não ser alimentado na prisão, recebendo, inclusive, doação de sangue de seus ex-alunos.

## Vida Pessoal
Casou-se, em 1950, aos 22 anos com Carmen Esua Melango, com quem teve quatro filhos legítimos, ainda adotando outras três crianças órfãs.
Ao final dos anos 50 separou-se de Carmen e contraiu matrimônio com Gertrudis Mayer, com quem teve outros sete filhos.
Finalmente, em 1970, separou-se de Gertrudis e contraiu matrimônio com Agnès, que foi sua companheira até sua morte.